# 발더스 게이트 II: 쓰론 오브 바알
《발더스 게이트 II: 쓰론 오브 바알》는 롤플레잉 비디오 게임 《발더스 게이트 II: 섀도스 오브 암 (2000)》의 확장팩이다. 마이크로소프트 윈도우 및 매킨토시 플랫폼으로 제작돼 2001년 6월 출시됐다.
주내용으로 게임 내에 다중 레벨의 던전 '감시자의 굴'을 추가하며 본편의 이야기를 완결시킨 것이 특징이다. 그 외 캐릭터 레벨 상한 상향, 새 장비, 개량된 그래픽 게임 엔진, 신 직업 및 관련 마법 추가가 있다.
2001년 9월에 드루 카피신이 집필한 소설판이 출판됐다. 2013년에 출시된 리메이크 《발더스 게이트 II: 인핸스드 에디션》에 본편과 함께 수록됐다.

## 반응

### 평론
《발더스 게이트 II: 쓰론 오브 바알》은 리뷰 애그리게이터 웹사이트 메타크리틱에서 88/100점을 기록해 "대체적으로 긍정적인 평가"를 받았다.

### 흥행
미국 NPD 인텔렉트의 컴퓨터 게임 판매 순위표에서 《쓰론 오브 바알》는 6월 24일부터 30일까지 5위를 기록했다. 이후 2주차에 7위, 3주차에 10위를 기록했다.

## 참조

### 내용주
1. ↑  영어: Baldur's Gate II: Throne of Bhaal